# 让·罗特纳
让·罗特纳（法語：Jean Rottner，法語發音：[ʒɑ̃ ʁɔtnɛʁ]；1967年1月28日—），法国政治人物，其于2010-2017年担任米卢斯市长，2017-2022年担任大东部大区议会主席。2022年12月20日，罗特纳宣布退出政坛。